# Campeonato Africano de Naciones de 2020
El Campeonato Africano de Naciones de 2020 (denominado Campeonato Africano de Naciones Total 2020 por motivos de patrocinio) fue la VI edición de este torneo de selecciones nacionales absolutas pertenecientes a la Confederación Africana de Fútbol (CAF), en el que solo podían participar jugadores que jugaban en la liga local de su respectivo país. Originalmente se iba a llevar a cabo en abril de 2020. Sin embargo, fue suspendida por la pandemia de COVID-19.
Al principio, la Confederación Africana de Fútbol le había entregado la organización a Etiopía, pero la Federación Etíope de Fútbol admitió que no estaba lista para albergar esta competencia.
El 13 de abril de 2019 debido a los retrasos la Confederación Africana de Fútbol (CAF) decidió retirar la organización del próximo Campeonato Africano de Naciones (CHAN 2020) a Etiopía y confiarlo a Camerún, en gran parte para permitir a los cameruneses probarse a sí mismos para la Copa Africana de Naciones 2021 que también fueron anfitrionas. A pesar de celebrarse en 2021, el torneo mantuvo el nombre de «Campeonato Africano de Naciones de 2020».

## Elección del país anfitrión
Etiopía fue originalmente designada oficialmente para albergar el torneo el 4 de febrero de 2018, después de la final del torneo anterior en Marruecos. Camerún fue designado para reemplazar a Etiopía como anfitrión del torneo el 13 de abril de 2019.

## Clasificación
Un total de 47 selecciones participaron en las rondas eliminatorias para el campeonato. Las selecciones de Yibuti y Gabón fueron descalificadas tras retirarse de la clasificación para el CHAN 2018.

## Sedes
El número de estadios para la competición es de cuatro divididos en tres ciudades. El estadio Ahmadou Ahidjo de Yaundé, el estadio Polideportivo de Limbé, el Complejo Japoma y el estadio Polideportivo de Bepanda de Duala.
| Estadio Japoma        | Estadio de la Reunificación |
| Capacidad: 50 000     | Capacidad: 40 000           |
|                       |                             |
| Yaundé                | Limbé                       |
| Estadio Ahmadou Ahidj | Estadio de Limbé            |
| Capacidad: 40 000     | Capacidad: 20 000           |
|                       |                             |

## Formato de competición
El torneo se desarrollará dividido en 2 fases.

### Primera fase
En la primera fase, las 16 selecciones participantes son divididas en 4 grupos de 4 equipos cada uno. Cada equipo juega una vez contra los otros tres rivales de su grupo con un sistema de todos contra todos. Las selecciones son clasificadas en los grupos según los puntos obtenidos los cuales son otorgados de la siguiente manera:
- 3 puntos por partido ganado.
- 1 punto por partido empatado.
- 0 puntos por partido perdido.

Si dos equipos terminan sus partidos de la fase de grupos empatados en puntos se aplican los siguientes criterios de desempate:
- Mayor número de puntos obtenidos en el partido entre los equipos en cuestión.
- Diferencia de gol en todos los partidos de grupo.
- Mayor número de goles marcados en todos los partidos de grupo.
- Un sorteo dirigido por el Comité Organizador.

Si los equipos empatados al término de los partidos de grupo son más de dos se aplican los siguientes criterios de desempate, en orden de aparición:
- Mayor número de puntos obtenidos en los partidos entre los equipos en cuestión.
- Mayor diferencia de gol en los partidos entre los equipos en cuestión.
- Mayor número de goles marcados en los partidos entre los equipos en cuestión.

Si luego de aplicar los criterios anteriores dos equipos todavía siguen empatados, los tres criterios anteriores se vuelven a aplicar al partido jugado entre los dos equipos en cuestión para determinar sus posiciones finales. Si este procedimiento no conduce a un desempate se aplican los siguientes criterios de desempate:
- Diferencia de gol en todos los partidos de grupo.
- Mayor número de goles marcados en todos los partidos de grupo.
- Un sorteo dirigido por el Comité Organizador.

Al término de la primera fase el primer y segundo lugar de cada grupo clasifican a la segunda fase.

### Segunda fase
La segunda fase consiste en los cuartos de final, semifinales, partido por el 3.er lugar y final. Todos los partidos de la segunda fase se juegan con un sistema de eliminación directa, si algún partido termina empatado luego de los 90 minutos de tiempo de juego reglamentario se procede a jugar un tiempo extra consistente en dos periodos de 15 minutos cada uno, si la igualdad persiste se define al ganador mediante tiros desde el punto penal. Se presenta una excepción en el partido por el tercer lugar que en caso de empate luego de los 90 minutos de tiempo de juego regular se define al ganador directamente mediante tiros desde el punto penal.
Los ganadores de los cuartos de final clasifican a las semifinales, los dos partidos de esta instancia se juegan de la siguiente manera:
Los perdedores de las semifinales pasan a disputar el partido por el tercer lugar mientras que los ganadores clasifican a la final, partido en el que se define al campeón del torneo.

## Equipos clasificados
| Zona                       | Equipo                          | Participación |
| -------------------------- | ------------------------------- | ------------- |
| Zona central (3 Cupos)     | Camerún (Anfitrión)             | 4.ª           |
| Zona central (3 Cupos)     | Congo                           | 3.ª           |
| Zona central (3 Cupos)     | República Democrática del Congo | 5.ª           |
| Zona Centro-Este (3 Cupos) | Ruanda                          | 4.ª           |
| Zona Centro-Este (3 Cupos) | Tanzania                        | 2.ª           |
| Zona Centro-Este (3 Cupos) | Uganda                          | 5.ª           |
| Zona Oeste A (2 Cupos)     | Guinea                          | 3.ª           |
| Zona Oeste A (2 Cupos)     | Malí                            | 4.ª           |
| Zona Oeste B (3 Cupos)     | Burkina Faso                    | 3.ª           |
| Zona Oeste B (3 Cupos)     | Níger                           | 3.ª           |
| Zona Oeste B (3 Cupos)     | Togo                            | 1.ª           |
| Zona Norte (2 Cupos)       | Marruecos                       | 4.ª           |
| Zona Norte (2 Cupos)       | Libia (Repechaje)               | 4.ª           |
| Zona Sur (3 Cupos)         | Namibia                         | 2.ª           |
| Zona Sur (3 Cupos)         | Zambia                          | 4.ª           |
| Zona Sur (3 Cupos)         | Zimbabue                        | 5.ª           |

### Sorteo
El sorteo del torneo final se llevó a cabo el 17 de febrero de 2020, 19:00 WAT (UTC+1), en el Palais Polyvalent des Sports de Yaundé, Camerún.
Los bombos son los siguientes:
| Bombo 1                        | Bombo 2                                            | Bombo 3                           | Bombo 4                      |
| ------------------------------ | -------------------------------------------------- | --------------------------------- | ---------------------------- |
| Camerún Marruecos Libia Zambia | República Democrática del Congo Guinea Malí Ruanda | Uganda Congo Namibia Burkina Faso | Zimbabue Níger Togo Tanzania |

Aquí está la lista de grupos que siguieron al sorteo:
| Grupo A                            | Grupo B                                           | Grupo C                      | Grupo D                        |
| ---------------------------------- | ------------------------------------------------- | ---------------------------- | ------------------------------ |
| Camerún Malí Burkina Faso Zimbabue | Libia República Democrática del Congo Congo Níger | Marruecos Ruanda Uganda Togo | Zambia Guinea Namibia Tanzania |

## Resultados
- Los horarios de los partidos corresponden al Tiempo de África Occidental (UTC+1).

### Primera fase
– Clasificados a la segunda fase.

#### Grupo A
| Selección    | Pts. | PJ | PG | PE | PP | GF | GC | Dif |
| ------------ | ---- | -- | -- | -- | -- | -- | -- | --- |
| Malí         | 7    | 3  | 2  | 1  | 0  | 3  | 1  | 2   |
| Camerún      | 5    | 3  | 1  | 2  | 0  | 2  | 1  | 1   |
| Burkina Faso | 4    | 3  | 1  | 1  | 1  | 3  | 2  | 1   |
| Zimbabue     | 0    | 3  | 0  | 0  | 3  | 1  | 5  | −4  |

| 16 de enero de 2021, 17:00 | Camerún   | 1:0 (0:0) | Zimbabue | Estadio Ahmadou Ahidjo, Yaundé |                                |
|                            | Banga 72' | Reporte   |          | Árbitro(s): Jean-Jacques Ndala | Árbitro(s): Jean-Jacques Ndala |

| 16 de enero de 2021, 20:00 | Malí         | 1:0 (0:0) | Burkina Faso | Estadio Ahmadou Ahidjo, Yaundé |                            |
|                            | Bagayoko 70' | Reporte   |              | Árbitro(s): Mohamed Marouf     | Árbitro(s): Mohamed Marouf |

| 20 de enero de 2021, 17:00 | Camerún  | 1:1 (1:1) | Malí       | Estadio Ahmadou Ahidjo, Yaundé       |                                      |
|                            | Banga 6' | Reporte   | Samaké 12' | Árbitro(s): Pacifque Ndabihawenimana | Árbitro(s): Pacifque Ndabihawenimana |

| 20 de enero de 2021, 20:00 | Burkina Faso                                 | 3:1 (1:1) | Zimbabue  | Estadio Ahmadou Ahidjo, Yaundé |                             |
|                            | Sosso 14' · Kiendrébéogo 53' · Ouedraogo 67' | Reporte   | Jaure 23' | Árbitro(s): Mahmoud Mohamed    | Árbitro(s): Mahmoud Mohamed |

| 24 de enero de 2021, 20:00 | Burkina Faso | 0:0     | Camerún | Estadio Ahmadou Ahidjo, Yaundé |                         |
|                            |              | Reporte |         | Árbitro(s): Sadok Selmi        | Árbitro(s): Sadok Selmi |

| 24 de enero de 2021, 20:00 | Zimbabue | 0:1 (0:1) | Malí       | Estadio Japoma, Duala    |                          |
|                            |          | Reporte   | Diallo 11' | Árbitro(s): Beida Dahane | Árbitro(s): Beida Dahane |

#### Grupo B
| Selección                       | Pts. | PJ | PG | PE | PP | GF | GC | Dif |
| ------------------------------- | ---- | -- | -- | -- | -- | -- | -- | --- |
| República Democrática del Congo | 7    | 3  | 2  | 1  | 0  | 4  | 2  | 2   |
| Congo                           | 4    | 3  | 1  | 1  | 1  | 2  | 2  | 0   |
| Níger                           | 2    | 3  | 0  | 2  | 1  | 2  | 3  | −1  |
| Libia                           | 2    | 3  | 0  | 2  | 1  | 1  | 2  | −1  |

| 17 de enero de 2021, 17:00 | Libia | 0:0     | Níger | Estadio Japoma, Duala     |                           |
|                            |       | Reporte |       | Árbitro(s): Daniel Laryea | Árbitro(s): Daniel Laryea |

| 17 de enero de 2021, 20:00 | República Democrática del Congo | 1:0 (0:0) | Congo | Estadio Japoma, Duala     |                           |
|                            | Kubanza 47'                     | Reporte   |       | Árbitro(s): Samir Guezzaz | Árbitro(s): Samir Guezzaz |

| 21 de enero de 2021, 17:00 | Libia       | 1:1 (1:0) | República Democrática del Congo | Estadio Japoma, Duala     |                           |
|                            | Al-Mehdi 6' | Reporte   | Obenza 90+4'                    | Árbitro(s): Boubou Traore | Árbitro(s): Boubou Traore |

| 21 de enero de 2021, 20:00 | Congo        | 1:1 (1:0) | Níger             | Estadio Japoma, Duala     |                           |
|                            | Mouandza 35' | Reporte   | Moussa 70' (pen.) | Árbitro(s): Kamaku Waweru | Árbitro(s): Kamaku Waweru |

| 25 de enero de 2021, 20:00 | Congo          | 1:0 (0:0) | Libia | Estadio Japoma, Duala   |                         |
|                            | Ngouonimba 50' | Reporte   |       | Árbitro(s): Sidi Alioum | Árbitro(s): Sidi Alioum |

| 25 de enero de 2021, 20:00 | Níger      | 1:2 (0:1) | República Democrática del Congo | Estadio Ahmadou Ahidjo, Yaundé |                              |
|                            | Moussa 73' | Reporte   | Kabangu 27' · Obenza 90+1'      | Árbitro(s): Lahlou Benbraham   | Árbitro(s): Lahlou Benbraham |

#### Grupo C
| Selección | Pts. | PJ | PG | PE | PP | GF | GC | Dif |
| --------- | ---- | -- | -- | -- | -- | -- | -- | --- |
| Marruecos | 7    | 3  | 2  | 1  | 0  | 6  | 2  | 4   |
| Ruanda    | 5    | 3  | 1  | 2  | 0  | 3  | 2  | 1   |
| Togo      | 3    | 3  | 1  | 0  | 2  | 4  | 5  | −1  |
| Uganda    | 1    | 3  | 0  | 1  | 2  | 3  | 7  | −4  |

| 18 de enero de 2021, 17:00 | Marruecos          | 1:0 (1:0) | Togo | Estadio de la Reunificación, Duala |                                   |
|                            | Jabrane 27' (pen.) | Reporte   |      | Árbitro(s): Andofetra Rakotojaona  | Árbitro(s): Andofetra Rakotojaona |

| 18 de enero de 2021, 20:00 | Ruanda | 0:0     | Uganda | Estadio de la Reunificación, Duala |                          |
|                            |        | Reporte |        | Árbitro(s): Beida Dahane           | Árbitro(s): Beida Dahane |

| 22 de enero de 2021, 17:00 | Marruecos | 0:0     | Ruanda | Estadio de la Reunificación, Duala |                             |
|                            |           | Reporte |        | Árbitro(s): Ahmad Heeralall        | Árbitro(s): Ahmad Heeralall |

| 22 de enero de 2021, 20:00 | Uganda      | 1:2 (0:0) | Togo                        | Estadio de la Reunificación, Duala |                              |
|                            | Kyeyune 51' | Reporte   | Mbowa 48' (a.g.) · Nane 57' | Árbitro(s): Georges Gatogato       | Árbitro(s): Georges Gatogato |

| 26 de enero de 2021, 20:00 | Uganda                 | 2:5 (1:1) | Marruecos                                                                         | Estadio de la Reunificación, Duala |                           |
|                            | Orit 25' · Kyeyune 84' | Reporte   | El Kaabi 45+4' (pen.) · Rahimi 51', 80' · El Moussaoui 71' · Lukwago 90+4' (a.g.) | Árbitro(s): Boubou Traore          | Árbitro(s): Boubou Traore |

| 26 de enero de 2021, 20:00 | Togo                 | 2:3 (1:1) | Ruanda                                       | Estadio de Limbé, Limbé    |                            |
|                            | Nane 38' · Akoro 58' | Reporte   | Niyonzima 45+1' · Tuyisenge 60' · Sugira 66' | Árbitro(s): Mohamed Marouf | Árbitro(s): Mohamed Marouf |

#### Grupo D
| Selección | Pts. | PJ | PG | PE | PP | GF | GC | Dif |
| --------- | ---- | -- | -- | -- | -- | -- | -- | --- |
| Guinea    | 5    | 3  | 1  | 2  | 0  | 6  | 3  | 3   |
| Zambia    | 5    | 3  | 1  | 2  | 0  | 3  | 1  | 2   |
| Tanzania  | 4    | 3  | 1  | 1  | 1  | 3  | 4  | −1  |
| Namibia   | 1    | 3  | 0  | 1  | 2  | 0  | 4  | −4  |

| 19 de enero de 2021, 17:00 | Zambia                           | 2:0 (0:0) | Tanzania | Estadio de Limbé, Limbé      |                              |
|                            | Sikombe 64' (pen.) · Chabula 81' | Reporte   |          | Árbitro(s): Lahlou Benbraham | Árbitro(s): Lahlou Benbraham |

| 19 de enero de 2021, 20:00 | Guinea                       | 3:0 (2:0) | Namibia | Estadio de Limbé, Limbé         |                                 |
|                            | Barry 13', 86' · Sylla 45+2' | Reporte   |         | Árbitro(s): Jean Claude Ishimwe | Árbitro(s): Jean Claude Ishimwe |

| 23 de enero de 2021, 17:00 | Zambia    | 1:1 (0:0) | Guinea           | Estadio de Limbé, Limbé |                         |
|                            | Sautu 87' | Reporte   | Kantabadouno 58' | Árbitro(s): Adil Zourak | Árbitro(s): Adil Zourak |

| 23 de enero de 2021, 20:00 | Namibia | 0:1 (0:0) | Tanzania  | Estadio de Limbé, Limbé   |                           |
|                            |         | Reporte   | Mussa 65' | Árbitro(s): Lidya Tafesse | Árbitro(s): Lidya Tafesse |

| 27 de enero de 2021, 20:00 | Tanzania                   | 2:2 (1:1) | Guinea                             | Estadio de Limbé, Limbé      |                              |
|                            | Majogoro 23' · Manyama 69' | Reporte   | Barry 4' (pen.) · Kantabadouno 82' | Árbitro(s): Georges Gatogato | Árbitro(s): Georges Gatogato |

| 27 de enero de 2021, 20:00 | Namibia | 0:0     | Zambia | Estadio de la Reunificación, Duala |                                   |
|                            |         | Reporte |        | Árbitro(s): Andofetra Rakotojaona  | Árbitro(s): Andofetra Rakotojaona |

### Segunda fase
En la fase eliminatoria, el tiempo extra y la tanda de penales se utilizan para decidir el ganador si es necesario, a excepción del tercer puesto, partido en el que no se utiliza el tiempo extra para decidir el ganador si es necesario (artículo 75 del Reglamento). 
|  | Cuartos de final                    | Cuartos de final     |                                      |       | Semifinales   | Semifinales   |  |  | Final | Final |
|  |                                     |                      |                                      |       |               |               |  |  |       |       |
|  | 30 de enero – Yaundé                |                      |                                      |       |               |               |  |  |       |       |
|  |                                     |                      |                                      |       |               |               |  |  |       |       |
|  | Malí (p.)                           | 0 (5)                |                                      |       |               |               |  |  |       |       |
|  | Malí (p.)                           | 0 (5)                | 3 de febrero – Duala (Japoma)        |       |               |               |  |  |       |       |
|  | Congo                               | 0 (4)                |                                      |       |               |               |  |  |       |       |
|  | Congo                               | 0 (4)                | Malí (p.)                            | 0 (5) |               |               |  |  |       |       |
|  | 31 de enero – Limbé                 |                      | Malí (p.)                            | 0 (5) |               |               |  |  |       |       |
|  |                                     | Guinea               | 0 (4)                                |       |               |               |  |  |       |       |
|  | Guinea                              | Guinea               | 0 (4)                                | 1     |               |               |  |  |       |       |
|  | Guinea                              |                      | 7 de febrero – Yaundé                | 1     |               |               |  |  |       |       |
|  | Ruanda                              | 0                    |                                      |       |               |               |  |  |       |       |
|  | Ruanda                              | 0                    | Malí                                 | 0     |               |               |  |  |       |       |
|  | 31 de enero – Duala (Reunificación) |                      | Malí                                 | 0     |               |               |  |  |       |       |
|  |                                     | Marruecos            | 2                                    |       |               |               |  |  |       |       |
|  | Marruecos                           | Marruecos            | 2                                    | 3     |               |               |  |  |       |       |
|  | Marruecos                           | 3 de febrero – Limbé |                                      | 3     |               |               |  |  |       |       |
|  | Zambia                              | 1                    |                                      |       |               |               |  |  |       |       |
|  | Zambia                              | 1                    | Marruecos                            | 4     |               |               |  |  |       |       |
|  | 30 de enero – Duala (Japoma)        |                      | Marruecos                            | 4     |               |               |  |  |       |       |
|  |                                     | Camerún              | 0                                    |       | Tercer puesto | Tercer puesto |  |  |       |       |
|  | República Democrática del Congo     | Camerún              | 0                                    | 1     | Tercer puesto | Tercer puesto |  |  |       |       |
|  | República Democrática del Congo     |                      | 6 de febrero – Duala (Reunificación) | 1     |               |               |  |  |       |       |
|  | Camerún                             | 2                    |                                      |       |               |               |  |  |       |       |
|  | Camerún                             | 2                    | Guinea                               | 2     |               |               |  |  |       |       |
|  |                                     |                      |                                      |       |               |               |  |  |       |       |
|  | Camerún                             | 0                    |                                      |       |               |               |  |  |       |       |
|  | Camerún                             | 0                    |                                      |       |               |               |  |  |       |       |

#### Cuartos de final
| 30 de enero de 2021, 17:00 | Malí                                            | 0:0 (t. s.)(5:4 p.)        | Congo                                          | Estadio Ahmadou Ahidjo, Yaundé |                          |
|                            |                                                 | Reporte                    |                                                | Árbitro(s): Peter Waweru       | Árbitro(s): Peter Waweru |
|                            |                                                 | Tiros desde el punto penal |                                                |                                |                          |
|                            | Samake · Kyabou · Samabali · Doumba · Coulibaly |                            | Mapata · Ondongo · Binguila · Mokombo · Ndzila |                                |                          |

| 30 de enero de 2021, 20:00 | República Democrática del Congo | 1:2 (1:2) | Camerún                   | Estadio Japoma, Duala       |                             |
|                            | Lilepo 22'                      | Reporte   | Ndjeng 29' · Tcheoude 42' | Árbitro(s): Mohamed Maarouf | Árbitro(s): Mohamed Maarouf |

| 31 de enero de 2021, 17:00 | Marruecos                                         | 3:1 (3:0) | Zambia    | Estadio de la Reunificación, Duala    |                                       |
|                            | Rahimi 1' · Ali Bemammer 8' · El Kaabi 39' (pen.) | Reporte   | Phiri 80' | Árbitro(s): Pacifique Ndabihawenimana | Árbitro(s): Pacifique Ndabihawenimana |

| 31 de enero de 2021, 20:00 | Guinea    | 1:0 (0:0) | Ruanda | Estadio de Limbé, Limbé   |                           |
|                            | Sylla 60' | Reporte   |        | Árbitro(s): Samir Guezzaz | Árbitro(s): Samir Guezzaz |

#### Semifinales
| 3 de febrero de 2021, 16:00 | Malí                                             | 0:0 (t. s.)(5:4 p.)        | Guinea                                           | Estadio Japoma, Duala        |                              |
|                             |                                                  | Reporte                    |                                                  | Árbitro(s): Mahmoud El Banna | Árbitro(s): Mahmoud El Banna |
|                             |                                                  | Tiros desde el punto penal |                                                  |                              |                              |
|                             | Samake · Kyabou · Samabali · Kanoute · Coulibaly |                            | Barry · I. Camara · O. Camara · Bangoura · Sylla |                              |                              |

| 3 de febrero de 2021, 20:00 | Marruecos                                         | 4:0 (2:0) | Camerún | Estadio de Limbé, Limbé |                         |
|                             | Bouftini 29' · Rahimi 40', 74' · Ali Bemammer 82' | Reporte   |         | Árbitro(s): Jean Ngambo | Árbitro(s): Jean Ngambo |

#### Tercer puesto
| 6 de febrero de 2021, 20:00 | Guinea                    | 2:0 (2:0) | Camerún | Estadio de la Reunificación, Duala |                              |
|                             | Sylla 9' · Bangoura 45+1' | Reporte   |         | Árbitro(s): Lahlou Benbraham       | Árbitro(s): Lahlou Benbraham |

#### Final
| 7 de febrero de 2021, 20:00 | Malí | 0:2 (0:0) | Marruecos                   | Estadio Ahmadou Ahidjo, Yaundé |                          |
|                             |      | Reporte   | Bouftini 69' · El Kaabi 79' | Árbitro(s): Peter Waweru       | Árbitro(s): Peter Waweru |

| Bandera de Marruecos             |
| Campeón Marruecos Segundo título |

## Estadísticas
| Jugador               | Selección | Goles |
| --------------------- | --------- | ----- |
| Soufiane Rahimi       | Marruecos | 5     |
| Ayoub El Kaabi        | Marruecos | 3     |
| Yakhouba Gnagna Barry | Guinea    | 3     |
| Morlaye Sylla         | Guinea    | 3     |

| Jugador | Selección | Rival | Anotado · Autogol | PJ |
| ------- | --------- | ----- | ----------------- | -- |

| Jugador | Selección | Asistencias | PJ | Min. |
| ------- | --------- | ----------- | -- | ---- |

### Clasificación general
Las tablas de rendimiento no reflejan la clasificación final de los equipos, sino que muestran el rendimiento de los mismos atendiendo a la ronda final alcanzada.
Si en la segunda fase algún partido se define mediante tiros de penal, el resultado final del juego se considera empate.
| Pos. | Selección    | Gr. | Pts. | PJ | PG | PE | PP | GF | GC | Dif | Resul.           |
| ---- | ------------ | --- | ---- | -- | -- | -- | -- | -- | -- | --- | ---------------- |
| 1    | Marruecos    | C   | 16   | 6  | 5  | 1  | 0  | 15 | 3  | +12 | Campeón          |
| 2    | Malí         | A   | 9    | 6  | 2  | 3  | 1  | 3  | 3  | 0   | Subcampeón       |
| 3    | Guinea       | D   | 12   | 6  | 3  | 3  | 0  | 9  | 3  | +6  | Tercer lugar     |
| 4    | Camerún      | A   | 8    | 6  | 2  | 2  | 2  | 4  | 8  | -4  | Cuarto lugar     |
| 5    | RD Congo     | B   | 7    | 4  | 2  | 1  | 1  | 5  | 4  | +1  | Cuartos de final |
| 8    | Zambia       | D   | 5    | 4  | 1  | 2  | 1  | 4  | 4  | 0   | Cuartos de final |
| 7    | Ruanda       | C   | 5    | 4  | 1  | 2  | 1  | 3  | 3  | 0   | Cuartos de final |
| 8    | Congo        | B   | 5    | 4  | 1  | 2  | 1  | 2  | 2  | 0   | Cuartos de final |
| 9    | Burkina Faso | A   | 4    | 3  | 1  | 1  | 1  | 3  | 2  | +1  | Fase de grupos   |
| 10   | Tanzania     | D   | 4    | 3  | 1  | 1  | 1  | 3  | 4  | -1  | Fase de grupos   |
| 11   | Togo         | C   | 3    | 3  | 1  | 0  | 2  | 4  | 5  | -1  | Fase de grupos   |
| 12   | Níger        | B   | 2    | 3  | 0  | 2  | 1  | 2  | 3  | -1  | Fase de grupos   |
| 13   | Libia        | B   | 2    | 3  | 0  | 2  | 1  | 1  | 2  | -1  | Fase de grupos   |
| 14   | Uganda       | C   | 1    | 3  | 0  | 1  | 2  | 3  | 7  | -4  | Fase de grupos   |
| 15   | Namibia      | D   | 1    | 3  | 0  | 1  | 2  | 0  | 4  | -4  | Fase de grupos   |
| 16   | Zimbabue     | A   | 0    | 3  | 0  | 0  | 3  | 1  | 5  | -4  | Fase de grupos   |

### Equipo ideal
| Pos.           | Jugador               |
| -------------- | --------------------- |
| Guardameta     | Anas Zniti            |
| Defensa        | Issaka Samake         |
| Defensa        | Yacouba Doumbia       |
| Defensa        | Abdelmounaim Boutouil |
| Defensa        | Hamza El Moussaoui    |
| Centrocampista | Yahya Jabrane         |
| Centrocampista | Sadio Kanoute         |
| Centrocampista | Morlaye Sylla         |
| Delantero      | Yakhouba Gnagna Barry |
| Delantero      | Ayoub El Kaabi        |
| Delantero      | Soufiane Rahimi       |

### Juego Limpio
| Equipo | Tarjetas amarillas | Doble tarjeta amarilla y roja | Tarjetas rojas | Partidos de suspensión (Jugador) | Partidos de suspensión (Cuerpo técnico o directiva) | Incidentes del público |   | Partidos | Promedio |
| ------ | ------------------ | ----------------------------- | -------------- | -------------------------------- | --------------------------------------------------- | ---------------------- | - | -------- | -------- |
| [[]]   | 0                  | 0                             | 0              | 0                                | 0                                                   | 0                      | 0 | 0        | 0        |
| [[]]   | 0                  | 0                             | 0              | 0                                | 0                                                   | 0                      | 0 | 0        | 0        |
| [[]]   | 0                  | 0                             | 0              | 0                                | 0                                                   | 0                      | 0 | 0        | 0        |
| [[]]   | 0                  | 0                             | 0              | 0                                | 0                                                   | 0                      | 0 | 0        | 0        |
| [[]]   | 0                  | 0                             | 0              | 0                                | 0                                                   | 0                      | 0 | 0        | 0        |
| [[]]   | 0                  | 0                             | 0              | 0                                | 0                                                   | 0                      | 0 | 0        | 0        |
| [[]]   | 0                  | 0                             | 0              | 0                                | 0                                                   | 0                      | 0 | 0        | 0        |
| [[]]   | 0                  | 0                             | 0              | 0                                | 0                                                   | 0                      | 0 | 0        | 0        |
| [[]]   | 0                  | 0                             | 0              | 0                                | 0                                                   | 0                      | 0 | 0        | 0        |
| [[]]   | 0                  | 0                             | 0              | 0                                | 0                                                   | 0                      | 0 | 0        | 0        |
| [[]]   | 0                  | 0                             | 0              | 0                                | 0                                                   | 0                      | 0 | 0        | 0        |
| [[]]   | 0                  | 0                             | 0              | 0                                | 0                                                   | 0                      | 0 | 0        | 0        |
| [[]]   | 0                  | 0                             | 0              | 0                                | 0                                                   | 0                      | 0 | 0        | 0        |
| [[]]   | 0                  | 0                             | 0              | 0                                | 0                                                   | 0                      | 0 | 0        | 0        |
| [[]]   | 0                  | 0                             | 0              | 0                                | 0                                                   | 0                      | 0 | 0        | 0        |
| [[]]   | 0                  | 0                             | 0              | 0                                | 0                                                   | 0                      | 0 | 0        | 0        |

Leyenda
| Icono | Término                                             | Puntuación                                              | Descripción |
| --- | --------------------------------------------------- | ------------------------------------------------------- | --- |
| | Tarjeta amarilla                                    | 1 punto/tarjeta amarilla                                | |
| | Segunda tarjeta amarilla y expulsión                | 2 puntos/segunda tarjeta amarilla                       | Si un jugador ve la segunda amarilla, ésta cuenta 2 puntos |
| | Tarjeta roja                                        | 3 puntos/roja directa                                   | |
| También contabilizan amonestaciones post-partido y a no jugadores |                                                     |                                                         | |
| | Partidos de suspensión (Jugadores)                  | Tantos puntos como partidos de suspensión               | Cuando un jugador está castigado con no jugar los siguientes x partidos, solo contabiliza cuando la pena es mayor a 3 partidos                                               |
| | Partidos de suspensión (Cuerpo técnico o directiva) | 5 puntos/partido de suspensión                          | Cuando alguien del club (normalmente cuerpo técnico) está castigado con no asistir los siguientes x partidos. Si previamente fue amonestado no cuentan dichas amonestaciones |
| | Incidentes del público                              | 5 puntos (leve), 6 puntos (grave), 7 puntos (muy grave) | Cuando el público realiza algún altercado como explosiones, bengalas, lanzamiento de objetos al campo, cánticos racistas... etc.                                             |
| | Cierre del estadio                                  | 10 puntos/partido con el estadio clausurado             | Cuando los incidentes en el estadio fueron tan graves que se castigó con el cierre del estadio                                                                               |
| El número en superíndice es la jornada correspondiente a la sanción. Si hubo sanciones a diferentes personas en una misma jornada, el número es repetido tantas veces como personas diferentes se les impuso una sanción |                                                     |                                                         | |